# Cloyes-sur-le-Loir
Cloyes-sur-le-Loir ist eine Ortschaft und eine ehemalige französische Gemeinde mit 2668 Einwohnern (Stand: 1. Januar 2019) im Département Eure-et-Loir in der Region Centre-Val de Loire. Sie gehörte zum Kanton Brou im Arrondissement Châteaudun.
Cloyes-sur-le-Loir wurde mit Wirkung vom 1. Januar 2017 mit den früheren Gemeinden Autheuil, Charray, Douy, La Ferté-Villeneuil, Le Mée, Montigny-le-Gannelon, Romilly-sur-Aigre und Saint-Hilaire-sur-Yerre zur Commune nouvelle Cloyes-les-Trois-Rivières zusammengeschlossen und übt in der neuen Gemeinde den Status einer Commune déléguée aus. Der Verwaltungssitz befindet sich in Cloyes-sur-le-Loir.

## Lage
Cloyes-sur-le-Loir liegt elf Kilometer südlich von Châteaudun nahe der Grenze zum Département Loir-et-Cher.

## Geschichte
In Cloyes-sur-le-Loir begann der von Stephan aus Cloyes geleitete Kinderkreuzzug.

### Einwohnerentwicklung
| 1962 | 1968 | 1975 | 1982 | 1990 | 1999 | 2017 |
| 2315 | 2478 | 2552 | 2653 | 2593 | 2636 | 2702 |

## Wirtschaft
Vorwerk Semco hat hier ein Werk und produziert seine Thermomix-Küchenmaschinen neben Wuppertal auch in Cloyes.

## Sehenswürdigkeiten
- Kirche St-Georges (12.–15. Jahrhundert)[1]
- Kapelle Notre-Dame d’Yron (12. Jahrhundert) mit Wandmalerei (12.–14. Jahrhundert)

## Partnerschaft
Cloyes-sur-le-Loir unterhält seit 1979 eine Gemeindepartnerschaft mit Hatzfeld (Eder), einer deutschen Kleinstadt im Landkreis Waldeck-Frankenberg.